# 1930년대 중립법
중립법(영어: Neutrality Acts)은 제2차 세계 대전과 전쟁의 위협이 커져가던 1930년대, 미국 의회에서 1935년, 1936년, 1937년, 1939년 각각 통과된 일련의 법안들을 뜻한다. 미국이 다시는 외국의 분쟁에 휘말리지 않도록 하는 이러한 종류의 중립법들의 의회 통과는 미국이 제1차 세계 대전에 참전한 이후 국내에서의 고립주의와 불간섭주의 정서가 확산되면서 박차를 가했다.
중립법은 침략국과 피해국을 구분하지 않고 두 국가 모두 교전국으로서 동등하게 취급하고 나치 독일에 맞썬 프랑스와 영국에 대한 지원에 제한을 가했기 때문에 일반적으로 부정적인 영향을 주었다고 여겨진다. 이러한 종류의 법들은 1941년 무기대여법이 통과되면서 대부분 폐지되었다.

## 배경
1934년에서 1936년 사이의 나이 위원회(Nye Committee)의 청문회와 H. C. 엥겔브레히트의 《죽음의 상인》(The Merchants of Death, 1934)과 같은 여러 베스트셀러 책들은 미국인들에게 미국의 제1차 세계 대전 참전이 은행가들과 군수산업의 경영자들에 의해 유도되었다는 생각을 더욱 확고하게 만들었다. 이로 인해 미국에서는 고립주의와 불간섭주의 정서가 더욱 강화되었다.
불간섭주의와 강력한 중립법의 제정을 주장하는 미국 의회 내의 공화당 주요 인사들은 윌리엄 보라, 아서 반덴버그, 제럴드 나이, 로버트 M. 라폴레트 주니어 등이 있었지만, 불간섭주의 정서는 공화당 의원들에게만 국한되지 않았다. 직접적인 공격에 대한 방어를 제외하고 전쟁 선포를 국민투표로 결정하자는 러들로 수정안은 1935년부터 1940년까지 민주당 의원 루이스 러들로에 의해 여러 차례 제안되었지만 통과되지 못했다.

## 추가 자료
- Chambers, John Whiteclay. "The Movies and the Antiwar Debate in America, 1930–1941." Film & History: An Interdisciplinary Journal of Film and Television Studies 36.1 (2006): 44–57.
- Cortright, David. Peace: A history of movements and ideas (Cambridge UP,  2008), global coverage.
- Divine, Robert A. (1962), 《The Illusion of Neutrality》, University of Chicago Press, OCLC 186301491
- Fischer, Klaus P. Hitler and America (U of Pennsylvania Press, 2011).
- Garner, James W. (1937), “Recent American Neutrality Legislation”, 《International Affairs》 16 (6): 853–869, doi:10.2307/2602764, JSTOR 2602764
- Jonas, Manfred. Isolationism in America, 1935–1941 (Cornell UP,  1966).
- Reynolds, David. "The United States and European security from Wilson to Kennedy, 1913–1963: A reappraisal of the 'Isolationist' tradition." RUSI Journal 128.2 (1983): 16–24.
- Rofe, J. Simon, and John M. Thompson. "‘Internationalists in Isolationist times’–Theodore and Franklin Roosevelt and a Rooseveltian Maxim." Journal of Transatlantic Studies 9.1 (2011): 46–62.